# Odontopyge meneliki
Odontopyge meneliki är en mångfotingart som beskrevs av Carl Graf Attems 1927. Odontopyge meneliki ingår i släktet Odontopyge och familjen Odontopygidae. Inga underarter finns listade i Catalogue of Life.